# Notocrypta
Notocrypta is een geslacht van vlinders van de familie dikkopjes (Hesperiidae), uit de onderfamilie Hesperiinae.

## Soorten
- N. caerulea Evans, 1928
- N. clavata (Staudinger, 1889)
- N. curvifascia (Felder & Felder, 1862)
- N. feisthamelii (Boisduval, 1832)
- N. flavipes (Janson, 1886)
- N. howarthi Hayashi, 1980
- N. maria Evans, 1949
- N. paralysos (Wood-Mason & de Nicéville, 1881)
- N. pria (Druce, 1873)
- N. quadrata Elwes & Edwards, 1897
- N. renardi (Oberthür, 1878)
- N. waigensis (Plötz, 1882)